# شد الوجه

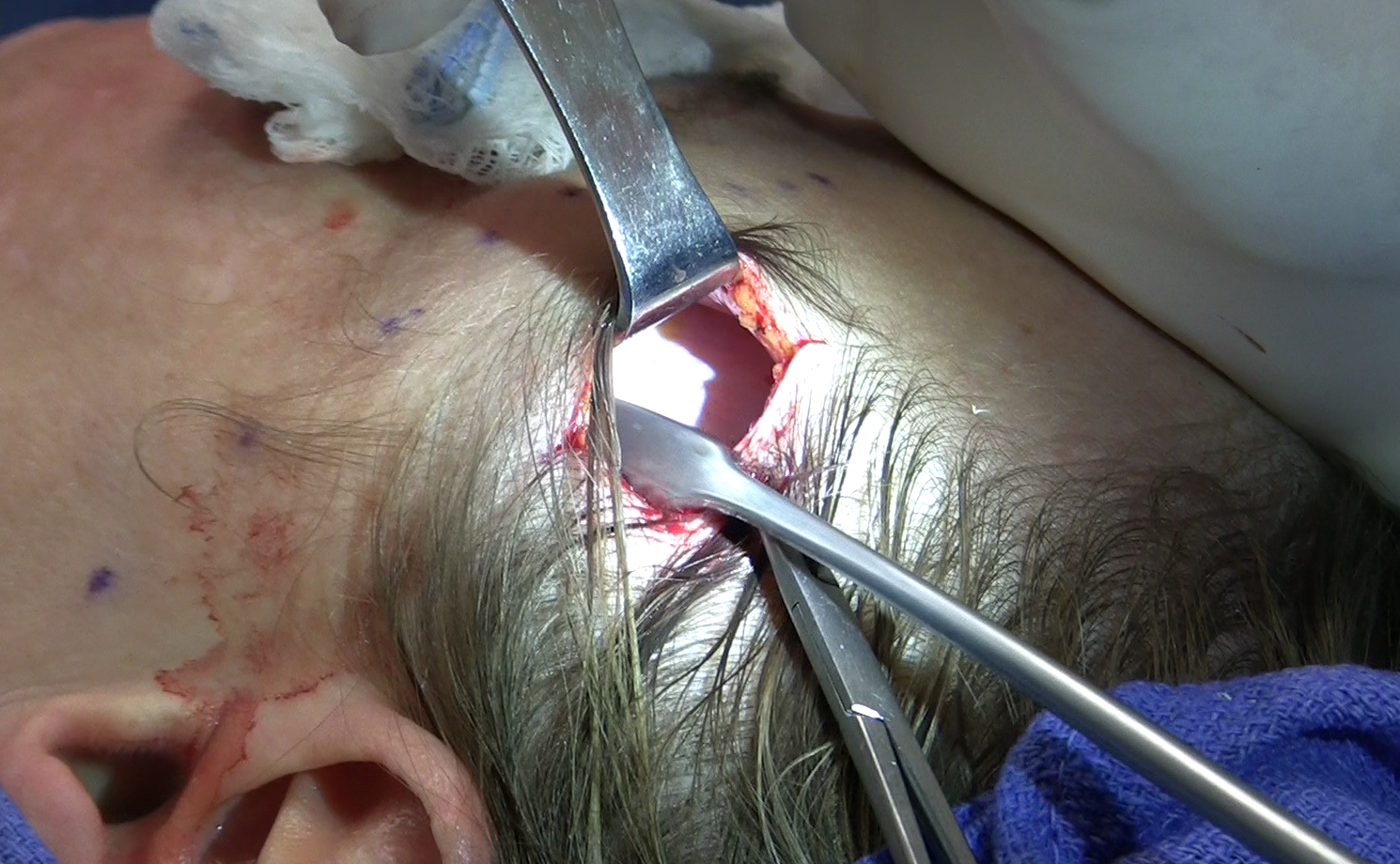
عملية شد الوجه النصفي (شد التجاعيد) الشق العلوي.

شد الوجه، واسمه التقني استئصال التجاعيد، نوع من إجراءات الجراحة التجميلية المستخدمة لإعطاء الوجه مظهر أكثر شبابًا. توجد تقنيات جراحية متعددة وتمارين خاصة لتحقيق ذلك. تتضمن الجراحة عادة إزالة جلد الوجه الزائد، مع شد الأنسجة تحت الجلد أو دونه، وإعادة وضع الجلد على وجه المريض ورقبته. تساعد التمارين الروتينية على تقوية عضلات الوجه دون جراحة. تُجرى عمليات شد الوجه الجراحية مع جراحة شد الجفن (رأب الجفن) أو غيرها من الإجراءات التجميلية تحت التخدير العام أو النوم العميق.
وفقًا للجمعية الأمريكية للجراحة التصنيعية التجميلية، كانت عمليات شد الوجه ثالث أكثر العمليات التجميلية شعبية في عام 2019، سبقها تجميل الأنف وشد الجفن.
تختلف تكلفة الجراحة من بلد إلى آخر. وتتراوح بين نحو 2500 دولار أمريكي (الهند وبنما) إلى 15000 دولار أمريكي (الولايات المتحدة وكندا) عام 2008. تراوحت التكلفة في أوروبا بين 4000 و9000 جنيه إسترليني في 2009.

## التاريخ

### الفترة الجلدية (1900 - 1970)
في العقود السبعة الأولى في القرن العشرين، أُجريت عمليات شد الوجه من خلال شد الجلد على الوجه وقطع الجلد الزائد. أول عملية تجميل مبلغ عنها أجراها يوجين هولاندر في عام 1901 في برلين، إذ طلبت منه امرأة أرستقراطية بولندية مسنة: «رفع خديها وزاويتي فمها». وبعد الكثير من الجدل، شرع أخيرًا في استئصال قطعة بيضاوية الشكل من الجلد حول الأذنين. أول كتاب مدرسي عن جراحة تجميل الوجه (1907) كتبه تشارلز ميلر (شيكاغو) بعنوان تصحيح عيوب الملامح.
في الحرب العالمية الأولى (1914-1918) قدم الجراح الهولندي يوهانس إيسر واحدًا من أشهر الابتكارات في مجال الجراحة التجميلية حتى يومنا، «تقنية ترقيع الجلد بالطعم»، وسرعان ما استُخدمت هذه التقنية في الجانبين الإنجليزي والألماني في الحرب. في الوقت نفسه، استخدم جراح التجميل البريطاني هارولد ديلفز جيليز طعم إيسر لتعليم من توافدوا للدراسة تحت إشرافه. وهكذا حصل على لقب «أبو الجراحة التجميلية في القرن العشرين». في عام 1919، عُرف أن الدكتور باسوت نشر إحدى أولى الأبحاث عن شد الوجه، وكان البحث عن رفع جلد الوجه وإعادة وضعه. بعد ذلك، بدأ كثير من الأشخاص كتابة الأبحاث عن شد الوجه في عشرينيات القرن الماضي. ومنذ ذلك الحين، أجريت الجراحة التجميلية على نطاق واسع، لتشكل أساس الجراحة الترميمية. أدت أول جرّاحة تجميلية، اسمها سوزان نويل، دورًا كبيرًا في تطوير هذه الجراحة، وكتبت أحد الكتب الأولى عن الجراحة التجميلية تحت عنوان الجراحة التجميلية، دورها الاجتماعي.

### فترة الجهاز العضلي السفاقي السطحي (1970-1980)
في عام 1968، قدم تورد سكوج مفهوم القص تحت الوجه، من أجل شد الطبقة العميقة الأقوى عوضًا عن الاعتماد على شد الجلد لتحقيق النتائج (نشر تقنيته في عام 1974، من خلال عملية قص العضلة الجلدية للعنق وشدها للخلف دون فصل الجلد عنها). في عام 1976، وصف ميتز وبيروني تشريح الجهاز العضلي السفاقي السطحي، وهو مصطلح صاغه بول تيسييه، مُدرّس ميتز وبيروني في الجراحة الوجهية القحفية، بعد أن أصبح على دراية بتقنية سكوج. بعد وفاة سكوج بنوبة قلبية، انتشر مفهوم الجهاز العضلي السفاقي السطحي سريعًا ليصبح تقنية شد الوجه القياسية، والتي كانت أول تغيير مبتكر في جراحة شد الوجه خلال أكثر من 50 عامًا.

### فترة المستوى العميق (1980-1991)
خطا تيسييه، مدعومًا بخبرته في الجراحة الوجهية القحفية، نحو إجراء القطع تحت السمحاق عبر شق إكليلي. في عام 1979، أظهر تيسييه أن القطع تحت السمحاق عند حواف الحجاج العلوية والجانبية يسمح برفع الأنسجة الرخوة والحاجبين ويحقق نتائج أفضل من شد الوجه الكلاسيكي. كان الهدف رفع الأنسجة الرخوة فوق الهيكل العظمي تحتها لإعادة مظهر الوجه الفتي.

### الفترة الحجمية (منذ 1991)
ظهر في هذه الفترة من تاريخ شد الوجه تغير في التفكير المفاهيمي، وأصبح تركيز الجراحين موجهًا نحو تقليل الندبات، واستعادة حجم النسيج تحت الجلد الذي يُفقد مع التقدم في السن، وتوجيه الشد نحو القحف عوضًا عن الاتجاه الخلفي.
تطورت تقنيات شد الوجه من سحب الجلد البسيط وخياطته إلى عمليات أكثر تعقيدًا على الأنسجة العميقة، حتى وصلت إلى خيارات أفضل وأكثر تنوعًا ذات تأثير جمالي جيد وطويل الأمد.

## الاستطبابات
تُجرى عملية شد الوجه لاستعادة مظهر الوجه الفتي. تظهر شيخوخة الوجه من خلال التغير في مواضع البنى التشريحية العميقة، ولا سيما العضلة الجلدية للعنق ودهون الخدين، والعضلة الدويرية العينية. تؤدي هذه التغيرات إلى ثلاثة من معالم الشيخوخة وهي تدلي الخدين (ظهور تهدل في خط الفك بسبب تدلي العضلة الجلدية للعنق)، وزيادة وضوح الطية الأنفية الشفوية (بسبب نزول دهون الخد) وزيادة المسافة من الحافة الهدبية إلى أخفض نقطة في العضلة الدويرية العينية (بسبب انخفاض توتر العضلة الدويرية العينية). يعتبر الجلد العنصر الرابع في شيخوخة الوجه. العمر المثالي لإجراء عملية شد الوجه 50 عامًا أو أقل، وذلك وفقًا لمستوى رضا المرضى. يمكن علاج بعض المناطق، مثل الطيات الأنفية الشفوية أو تجاعيد خيوط الدمى باستخدام ذيفان الشجقية أو مص الشحم.

## مضادات الاستطباب
تشمل موانع إجراء جراحة شد الوجه المشكلات الطبية المصاحبة الشديدة الجسدية والنفسية. يزداد خطر حدوث مضاعفات بعد الجراحة لدى مدخني السجائر والمرضى الذين يعانون من ارتفاع ضغط الدم والسكري، إلا أن هذه المشكلات ليست مضادات استطباب مطلقة. تعد هذه الحالات مضادات استطباب نسبية قوية لأنها تعيق التئام الجروح. يُطلب من المرضى الامتناع عن تناول الأسبرين أو أدوية تمييع الدم الأخرى لمدة أسبوع واحد على الأقل قبل الجراحة. تعد دوافع المرضى وتوقعاتهم عاملًا مهمًا في تحديد الحالة الطبية للمريض. يمكن أن تكون الأمراض النفسية التي تسبب توقعات غير منطقية من الجراحة، مثل إدراك الواقع المشوه، مضادات استطباب. من مضادات الاستطباب أيضًا الحساسية المفرطة من مواد التخدير.

## التشريح الجراحي
- الجهاز العضلي السفاقي السطحي
- عضلات الوجه التعبيرية
- العصب الوجهي

يمكن إجراء القص في المستوى العميق بأمان غالبًا، لأن العصب الوجهي يعصب عضلات الوجه من السطح العميق لهذه العضلات (باستثناء العضلات الأعمق من العصب الوجهي، وهي العضلة الذقنية، والعضلة الرافعة لزاوية الفم، والعضلة المبوقة). تصبح ألياف العصب أكثر سطحية. ولذلك فإن القص في المستوى العميق يبدأ بعيدًا عن السطح ثم يتوقف. ما يسمح بالوصول نحو الطية الأنفية الشفوية دون الإضرار بفروع العصب الوجهي.
- الأربطة المثبِتة

توفر الأربطة المثبتة في الوجه مرتَكزًا للبنى السطحية على العظام تحتها. توجد أربعة أربطة مثبتة. الأربطة العنقية الجلدية والأذنية العنقية وهي تكاثفات سفاقية تربط العضلة الجلدية للعنق بالجلد. تعتبر الأربطة العظمية الجلدية والرباط الوجني والرباط الفكي السفلي أكثر أهمية. وهي أربطة تلتصق بالجلد والعظام، وتساعد على مقاومة قوى الجاذبية. يجب تحرير هذه الأربطة جراحيًا للحصول على سديلة وجهية متحركة بالكامل.
- الطيات الأنفية الشفوية
- خطوط الدمى
- العصب الأذني الكبير

تُعد إصابة العصب الأذني الكبير الإصابة العصبية الأكثر حدوثًا بعد شد الوجه. يجب الحذر عند رفع العضلة القصية الترقوية الخشائية، وذلك بسبب وجود الفروع النهائية للعصب التي تمر سطحيًا لتعصب شحمة الأذن.